# モンターレ
モンターレ(伊: Montale)は、イタリア共和国トスカーナ州ピストイア県にある、人口約11,000人の基礎自治体（コムーネ）。

## 地理

### 位置・広がり

#### 隣接コムーネ
隣接するコムーネは以下の通り。括弧内のPOはプラート県所属を示す。
- アリアーナ
- カンタガッロ (PO)
- モンテムルロ (PO)
- ピストーイア

### 気候分類・地震分類
モンターレにおけるイタリアの気候分類 (it) および度日は、zona D, 1811 GGである。
また、イタリアの地震リスク階級 (it) では、zona 2 (sismicità media) に分類される。

## 行政

### 分離集落
モンターレには以下の分離集落（フラツィオーネ）がある。
- Agna, Fognano, Stazione, Tobbiana

## 姉妹都市
- ヴァラジュディン、クロアチア
- サンリス、フランス
- ティファリティ、西サハラ